# Segnale di pericolo
I segnali di pericolo sono una categoria di segnali stradali che indicano l'avvicinarsi di un pericolo che non appare evidente al guidatore.

## Forma
(in precedenza )

Forme dei segnali stradali di pericolo per Stato:
(in precedenza)

La Convenzione di Vienna sulla segnaletica stradale prevede due tipi di segnali di pericolo:
- Segnale Aa: è un segnale a forma di triangolo equilatero avente un lato orizzontale il cui vertice opposto è orientato verso l’alto. Questo segnale ha il bordo rosso e lo sfondo bianco oppure giallo; i simboli presenti sul segnale sono neri o blu scuro.
- Segnale Ab: è un segnale a forma di quadrato avente una diagonale perpendicolare al suolo (ovvero verticale). Questo segnale ha un bordo sottile di colore nero e lo sfondo giallo;  i simboli presenti sul segnale sono neri o blu scuro.

Oltre a questi due tipi, che sono quelli adottati dalla maggior parte degli stati, compresi quelli che non aderiscono alla convenzione di Vienna, esistono anche altri tipi di segnali di pericolo: ad esempio in Cina i segnali di pericolo sono triangolari ma con sfondo giallo e bordo nero mentre i segnali di pericolo negli Stati Uniti sono per lo più conformi al modello Ab ma i segnali per le scuole e i passaggi pedonali sono di colore verde mentre quelli per i passaggi a livello sono circolari.

### Triangolare
In molti stati, i segnali di pericolo sono di forma triangolare e hanno sfondo bianco e bordo rosso
In Cina hanno bordo nero e sfondo giallo. In Svezia, Serbia, Bosnia-Erzegovina, Croazia, Grecia, Finlandia, Islanda, la Macedonia del Nord e Polonia sono a bordo rosso con sfondo ambra/giallo. Alcune nazioni usano lo sfondo ambra per segnali di pericolo temporanei (riferiti a lavori sulla strada).

Segnale di pericolo a sfondo bianco e bordo rosso (segnale italiano)
Segnale di pericolo a sfondo giallo e bordo rosso (segnale svedese)
Segnale di pericolo a sfondo giallo e bordo nero (segnale cinese)
Segnale di pericolo temporaneo a sfondo giallo e bordo rosso (segnale italiano)

### Quadrata con diagonale verticale
Questa forma, a volte chiamata anche romboidale, viene utilizzata negli Stati Uniti, in Canada, Messico, Thailandia, Australia, Giappone, Indonesia, Malaysia e Nuova Zelanda. Hanno bordo nero e sfondo giallo. I segnali di pericolo temporanei hanno sfondo arancione. Anche l'Irlanda utilizza tale forma discostandosi dagli altri paesi d'Europa. Altri stati utilizzano la forma romboidale per alcuni segnali.

Segnale di pericolo romboidale (segnale neozelandese)
Segnale di pericolo romboidale temporaneo (segnale neozelandese)

## Tipi
I tipi di segnale di pericolo dipendono da Stato a Stato. Alcuni Stati catalogano alcuni segnali come segnali di pericolo, mentre altri stati li catalogano in un'altra categoria. È il caso del segnale di inizio galleria, catalogato in alcuni Stati come segnale di pericolo, in altri (tra cui l'Italia) come segnale di indicazione.
Esiste però un segnale presente in tutti gli Stati che adottano i segnali di pericolo a forma triangolare, il segnale di pericolo generico che normalmente ha un punto esclamativo (o più raramente una barra verticale) e indica un pericolo che non ha un proprio segnale. Questo segnale deve essere sempre accompagnato da un segnale complementare con una scritta raffigurante il pericolo segnalato. Il segnale di pericolo generico non è sempre presente nei paesi con segnali di pericolo a forma romboidale: spesso l'iscrizione è scritta direttamente sul segnale.

## Segnali di pericolo in Italia
In Italia, i segnali di pericolo vengono posti 150 metri prima del pericolo segnalato.